# Riksväg 5, Estland
Riksväg 5 är en primär riksväg i Estland. Vägen är 185 kilometer lång och går mellan Riksväg 4 (Europaväg 67) vid staden Pärnu och Riksväg 1 (Europaväg 20) vid småköpingen Sõmeru, nära staden Rakvere.
Vägen ansluter till:
- Riksväg 4/Europaväg 67 (i Pärnu)
- Riksväg 59 (vid Selja)
- Riksväg 58 (vid Pärnjõe)
- Riksväg 57 (vid Vändra/Allikõnnu)
- Riksväg 26 (vid Särevere)
- Riksväg 15 (vid Türi)
- Riksväg 2/Europaväg 263 (vid Mäo)
- Riksväg 39 (vid Aravete)
- Riksväg 13 (vid Käravete)
- Riksväg 24 (vid Tapa)
- Riksväg 23 (vid Rakvere)
- Riksväg 22 (vid Rakvere)
- Riksväg 21 (vid Rakvere)
- Riksväg 88 (vid Rakvere)
- Riksväg 1/Europaväg 20 (vid Sõmeru)

## Galleri

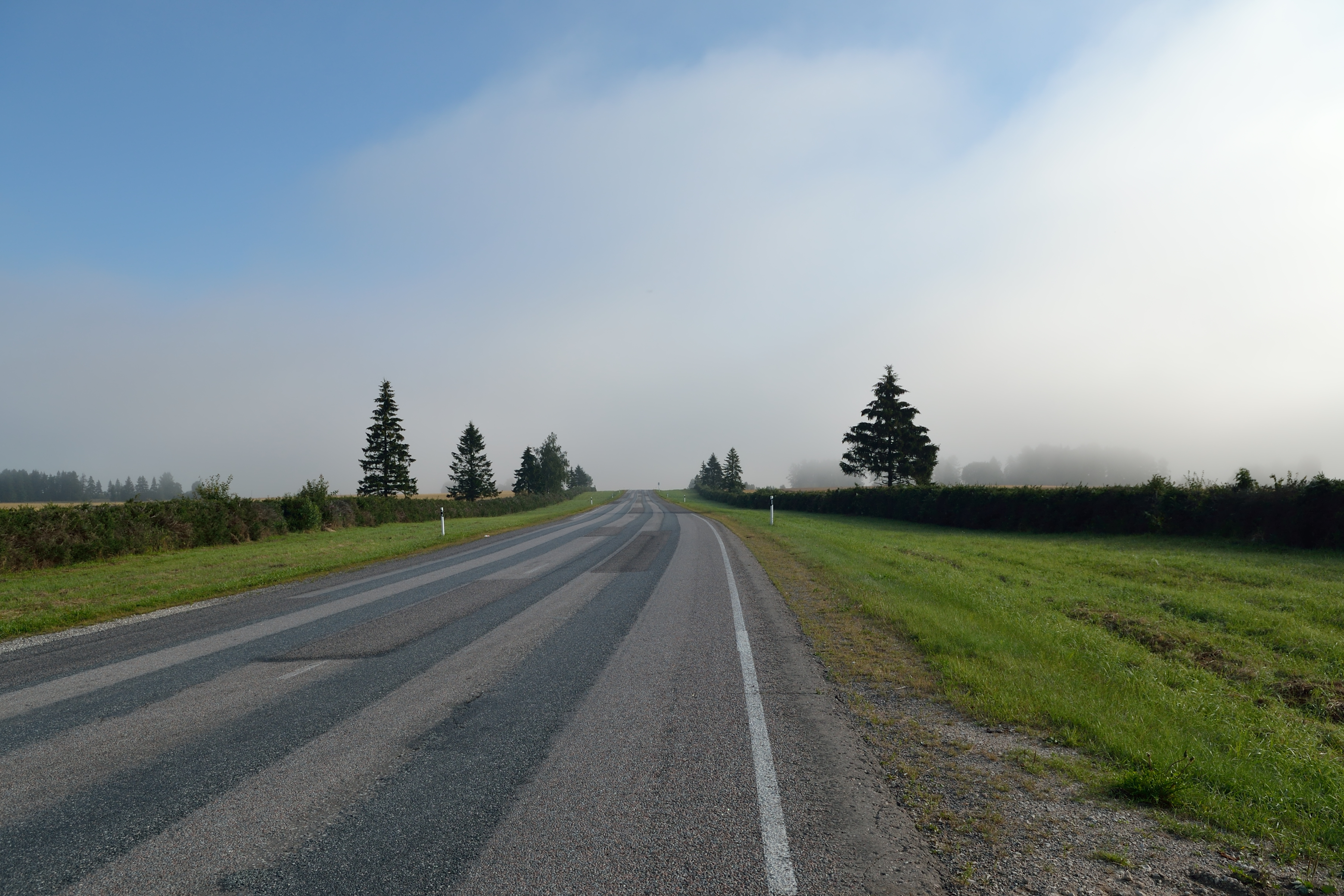
Riksväg 5 vid byn Udriku.
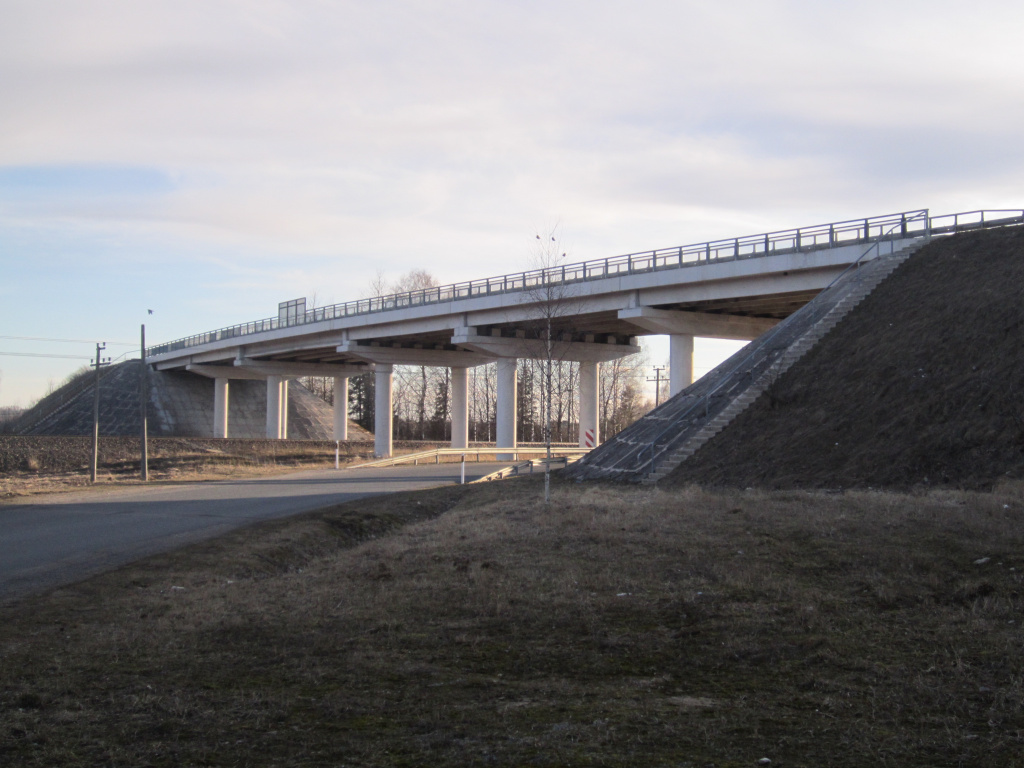
Kadrina viadukt.